# Simonne Elegeest
Simonne Elegeest (Sint-Amandsberg, 30 januari 1942) is een Belgisch voormalig wielrenster.

## Carrière
Elegeest groeide op in het Gentse en ging kijken naar de Zesdaagse van Gent waar toen Yvonne Reynders en Victoire Van Nuffel reden. Elegeest begon met werken op haar 14 jaar en reed in de tussentijd bestellingen rond. Ze maakte haar debuut in het peloton in 1958 in Tertre waar ze 22e werd op 25 rensters. Tijdens de eerste jaren van haar wielercarrière combineerde Elegeest de koers met een job als bediende. Elegeest was aangesloten bij de Gentse Velosport wielerclub en kreeg van tijd tot tijd materiaal van Briek Schotte of Berten De Kimpe⁣, maar moest vaak alles zelf betalen.
In 1960 maakte ze haar debuut op het wereldkampioenschap en werd er 26e op ruime afstand van winnares Beryl Burton. In 1962 werd ze tweede op het Belgisch kampioenschap op de weg en een jaar later werd ze derde, Yvonne Reynders werd tweemaal kampioen die jaren. Begin jaren zestig reed ze ook op de piste, maar na een zware brand in het Kuipke in Gent bleef haar materiaal in de brand achter. In 1962 werd ze negende op het wereldkampioenschap dat gewonnen werd door landgenote Marie-Rose Gaillard. In 1963 nam ze voor een derde maal deel aan het WK dat plaats vond in Ronse en werd er vierde achter landgenoten Reynders, Rosa Sels en Aino Puronen uit de Sovjet-Unie.
In 1966 werd ze opnieuw tweede op het Belgische kampioenschap en ging dat jaar ook mee naar het wereldkampioenschap, maar werd er door ziekte pas 20e. Winnares van dat WK was opnieuw Reynders. In 1968 stopte Elegeest met wielrennen en sloot na tien jaar haar carrière als wielrenster af.

## Erelijst
1962
- Belgisch kampioenschap op de weg

1963
- Belgisch kampioenschap op de weg

1964
- Winenne

1965
- Staden
- Circuit de Wallonie
- Arendonk
- Lovendegem

1966
- Ieper
- Bracquegnies
- Avond van Zonnebeke
- Halle
- Vinderhoute
- Belgisch kampioenschap op de weg

## Resultaten op het Wereldkampioenschap
| Jaar |  | WK op de weg |
| ---- |  | ------------ |
| 1960 |  | 26e          |
| 1961 |  |              |
| 1962 |  | 9e           |
| 1963 |  | 4e           |
| 1964 |  |              |
| 1965 |  |              |
| 1966 |  | 20e          |
| 1967 |  |              |
| 1968 |  |              |